# 木藜芦属
木藜芦属（学名：Leucothoe）是杜鹃花科下的一个属，为常绿或落叶灌木植物。该属共有约40种，分布于南北美、马达加斯加、喜马拉雅至日本。